# Championnat d'Ouzbékistan de football 2025
Navigation
Oʻzbekiston Superligasi 2024 Oʻzbekiston Superligasi 2026
La saison 2025 d'Oʻzbekiston Superligasi est la 34e édition du Championnat d'Ouzbékistan de football de première division, connu sous le nom de « Artel Oʻzbekiston Superligasi » pour des raisons de sponsoring.
Le Nasaf Qarshi est le tenant du titre après avoir remporté pour la 1re fois la compétition alors que le Mash'al Mubarek, le PFK Shurtan Guzar, le FK Kokand 1912, le FK Xorazm et le FK Boukhara, rejoignent ce niveau de la compétition suite au passage à 16 équipes.

## Réglement
L'Oʻzbekiston Superligasi 2025 est composé de seize clubs qui s'affrontent tous lors de confrontations aller et retour. Le champion est l'équipe qui obtient le plus grand nombre de points après les 30 journées de championnat. À la fin de la compétition, le champion se qualifie pour la Ligue des champions Élite 2026-2027, le vainqueur de la Coupe d'Ouzbékistan de football 2025 se qualifie pour la Ligue des champions 2 2026-2027, les 12e, 13e, 14e et 15e participent aux barrages de relégations/promotions et le derniers est relégué en Oʻzbekiston Pro ligasi l'année suivante. 
Le classement est calculé avec le barème de points suivant : une victoire vaut trois points, le match nul un. La défaite ne rapporte aucun point.
À égalité de points, les critères de départage sont les suivants :
1. Plus grand nombre de points dans les confrontations directes ;
2. Plus grande différence de buts dans les confrontations directes ;
3. Plus grand nombre de buts marqués dans les confrontations directes ;
4. Plus grande différence de buts générale ;
5. Plus grand nombre de buts marqués.

Les règles 1, 2 et 3 de départage des clubs lors des rencontres disputées entre eux ne peuvent s’appliquer que si les deux matchs les ayant opposés ont été joués.

## Participants
L'édition 2025 est la 1re édition à seize équipes, les cinq promus d'Oʻzbekiston Pro ligasi sont le Mash'al Mubarek, le PFK Shurtan Guzar, le FK Kokand 1912, le FK Xorazm et le FK Boukhara. Ces cinq clubs remplacent les trois clubs relégués, l'Olimpic Tachkent, le Metallurg Bekabad et le Lokomotiv Tachkent.
| Club               | Ville      | Classement 2024 | Stade                     | Capacité |
| ------------------ | ---------- | --------------- | ------------------------- | -------- |
| Nasaf Qarshi       | Karchi     | 1er             | Stade Markaziy            | 20 000   |
| FK AGMK            | Almalyk    | 2e              | OKMK Sport Majmuasi       | 12 000   |
| Navbahor Namangan  | Namangan   | 3e              | Stade Markaziy            | 22 000   |
| Sogdiana Jizzakh   | Djizak     | 4e              | Sogdiana Sporting Complex | 11 650   |
| Neftchi Ferghana   | Ferghana   | 5e              | Stade Istiqlol            | 20 000   |
| Pakhtakor Tachkent | Tachkent   | 6e              | Stade Pakhtakor Markaziy  | 35 000   |
| Surkhon Termez     | Termez     | 7e              | Surkhon Arena             | 10 000   |
| Dinamo Samarqand   | Samarcande | 8e              | Stade Dinamo              | 12 500   |
| PFK Andijan        | Andijan    | 9e              | Stade Soglom Avlod        | 18 360   |
| FK Bunyodkor       | Tachkent   | 10e             | Stade de Bunyodkor        | 34 000   |
| Qizilqum Zarafshon | Navoï      | 11e             | Stade Yoshlar             | 12 500   |
| Mash'al Mubarek    | Muborak    | 1er             | Stade Bahrom Vafoïev      | 10 000   |
| FK Boukhara        | Boukhara   | 2e              | Stade Central de Boukhara | 25 200   |
| FK Kokand 1912     | Kokand     | 3e              | Stade Kokand Markaziy     | 10 500   |
| PFK Shurtan Guzar  | G‘uzor     | 4e              | Stade Guzar               | 8 000    |
| FK Xorazm          | Ourguentch | 6e              | Stade Xorazm              | 13 500   |

Légende des couleurs
- Phase de groupe de la Ligue des champions Élite 2025-2026
- Phase de groupe de la Ligue des champions 2 2025-2026
- Promu de la Oʻzbekiston Pro ligasi 2024

| \| Pakhtakor Tachkent FK Bunyodkor Navbahor Namangan Nasaf Qarshi FK AGMK Qizilqum Zarafshon Sogdiana Jizzakh Neftchi Ferghana Surkhon Termez PFK Andijan FK Boukhara Dinamo Samarqand Mash'al Mubarek FK Kokand 1912 PFK Shurtan Guzar FK Xorazm \| Localisation des clubs engagés dans le championnat. |
| Pakhtakor Tachkent FK Bunyodkor Navbahor Namangan Nasaf Qarshi FK AGMK Qizilqum Zarafshon Sogdiana Jizzakh Neftchi Ferghana Surkhon Termez PFK Andijan FK Boukhara Dinamo Samarqand Mash'al Mubarek FK Kokand 1912 PFK Shurtan Guzar FK Xorazm                                                           |

## Compétition

### Classement
| Rang | Équipe              | Pts | J  | G  | N | P  | Bp | Bc | Diff |
| ---- | ------------------- | --- | -- | -- | - | -- | -- | -- | ---- |
| 1    | Nasaf Qarshi T      | 40  | 19 | 11 | 7 | 1  | 34 | 15 | +19  |
| 2    | Neftchi Ferghana    | 39  | 19 | 11 | 6 | 2  | 30 | 16 | +14  |
| 3    | Dinamo Samarqand    | 37  | 19 | 10 | 7 | 2  | 29 | 22 | +7   |
| 4    | FK Bunyodkor        | 34  | 19 | 9  | 7 | 3  | 31 | 20 | +11  |
| 5    | FK AGMK             | 34  | 19 | 10 | 4 | 5  | 26 | 19 | +7   |
| 6    | Pakhtakor Tachkent  | 33  | 19 | 10 | 3 | 6  | 36 | 17 | +19  |
| 7    | Navbahor Namangan   | 31  | 19 | 9  | 4 | 6  | 34 | 20 | +14  |
| 8    | Qizilqum Zarafshon  | 25  | 19 | 6  | 7 | 6  | 17 | 25 | -8   |
| 9    | Surkhon Termez      | 23  | 19 | 6  | 5 | 8  | 17 | 21 | -4   |
| 10   | PFK Andijan         | 21  | 19 | 5  | 6 | 8  | 23 | 26 | -3   |
| 11   | Sogdiana Jizzakh    | 20  | 19 | 5  | 5 | 9  | 21 | 24 | -3   |
| 12   | FK Xorazm P         | 19  | 19 | 5  | 4 | 10 | 22 | 23 | -1   |
| 13   | FK Kokand 1912 P    | 18  | 19 | 5  | 3 | 11 | 15 | 31 | -16  |
| 14   | Mash'al Mubarek P   | 18  | 19 | 5  | 3 | 11 | 16 | 35 | -19  |
| 15   | FK Boukhara P       | 14  | 19 | 3  | 5 | 11 | 18 | 32 | -14  |
| 16   | PFK Shurtan Guzar P | 10  | 19 | 2  | 4 | 13 | 11 | 34 | -23  |

| Légende : Qualifications et relégations | Légende : Qualifications et relégations                                                               |
| --------------------------------------- | --- |
|                                         | Phase de groupe de la Ligue des champions Élite 2026-2027                                             |
|                                         | Phase de groupe de la Ligue des champions 2 2026-2027                                                 |
|                                         | Barrage de promotion/relégation                                                                       |
|                                         | Relégation en Oʻzbekiston Pro ligasi                                                                  |
|                                         | T : Tenant du titre P : Promus de Oʻzbekiston Pro ligasi C : Vainqueur de la Coupe d'Ouzbékistan 2025 |

### Résultats
| Résultats (▼dom., ►ext.)                                   | AGMK | And | Bun | Bou | Din | Kok | Mas | Nas | Nam | Fer | Pak | Qiz | Shu | Sog | Sur | Xor |
| FK AGMK                                                    |      | 4-3 | -   | 2-1 | 0-0 | -   | -   | -   | -   | 2-2 | 2-0 | 0-0 | 0-0 | 3-2 | 0-1 | -   |
| PFK Andijan                                                | -    |     | 0-2 | -   | 1-2 | 3-0 | 1-0 | 1-1 | 0-1 | 0-2 | -   | 1-1 | -   | -   | 2-1 | -   |
| FK Bunyodkor                                               | 1-0  | -   |     | 2-1 | -   | 1-2 | -   | -   | 2-3 | 2-2 | 1-1 | 0-0 | 1-1 | 3-2 | 3-1 | -   |
| FK Boukhara                                                | 0-2  | 1-1 | 0-2 |     | 2-2 | -   | 1-2 | 1-3 | -   | -   | -   | 2-0 | 3-1 | -   | -   | 1-1 |
| Dinamo Samarqand                                           | 1-0  | -   | 0-3 | -   |     | -   | 1-0 | 2-2 | 2-2 | 0-2 | 1-1 | 3-2 | -   | 1-1 | 1-0 | -   |
| FK Kokand 1912                                             | 1-3  | 1-1 | -   | 1-0 | 2-3 |     | 0-4 | 0-2 | -   | 1-2 | -   | -   | 0-0 | -   | 2-0 | 1-0 |
| Mash'al Mubarek                                            | 0-1  | 1-0 | 1-1 | -   | 2-4 | -   |     | 1-3 | -   | 1-4 | 0-1 | 2-2 | -   | 1-0 | 0-0 | -   |
| Nasaf Qarshi                                               | 2-1  | 1-1 | 2-2 | -   | -   | -   | -   |     | 1-0 | 0-0 | 2-2 | 4-0 | 2-0 | 1-0 | 1-0 | -   |
| Navbahor Namangan                                          | 3-0  | 2-2 | -   | 3-0 | 0-0 | 3-0 | 6-0 | -   |     | 0-1 | -   | -   | 2-0 | 1-1 | -   | 1-0 |
| Neftchi Ferghana                                           | -    | -   | 1-2 | 1-0 | -   | 0-0 | -   | 1-0 | 3-2 |     | 0-4 | -   | 4-0 | 2-1 | -   | 2-0 |
| Pakhtakor Tachkent                                         | 1-2  | 2-3 | -   | 6-0 | 0-1 | 2-0 | 5-0 | -   | 2-0 | -   |     | -   | 1-0 | 2-0 | -   | 2-1 |
| Qizilqum Zarafshon                                         | 1-3  | -   | -   | 1-0 | -   | 1-0 | -   | -   | 3-2 | 1-1 | 0-3 |     | -   | 0-0 | 2-0 | 0-3 |
| PFK Shurtan Guzar                                          | -    | 1-0 | 0-2 | -   | 1-3 | 1-2 | 0-1 | 1-4 | -   | -   | -   | 1-2 |     | -   | 2-1 | 1-3 |
| Sogdiana Jizzakh                                           | -    | 1-0 | -   | 1-1 | -   | 2-1 | 2-0 | 1-2 | 2-3 | -   | 2-0 | -   | 1-1 |     | -   | 1-0 |
| Surkhon Termez                                             | -    | -   | 3-1 | 0-0 | -   | 3-1 | -   | -   | 1-0 | 0-0 | 2-1 | 0-0 | -   | 2-1 |     | 0-2 |
| FK Xorazm                                                  | 0-1  | 2-3 | 0-0 | 1-4 | 1-2 | -   | 3-0 | 1-1 | -   | -   | -   | 0-1 | 2-0 | -   | 2-2 |     |
| - Victoire à domicile - Match nul - Victoire à l'extérieur |      |     |     |     |     |     |     |     |     |     |     |     |     |     |     |     |

## Bilan de la saison
| Championnat d'Ouzbékistan de football 2025 |
| Champion                                   |
| Qualifications continentales               |
| Ligue des champions Élite                  |
| Ligue des champions 2                      |
| Promotions et relégations                  |
| Promus en Oʻzbekiston Superligasi          |
| Relégués en Oʻzbekiston Pro ligasi         |